# Wikipedia en hindi
La Wikipedia en hindi (En hindi: जन सहायता समूह) es la edición de Wikipedia en ese idioma. Esta edición comenzó el 11 de julio de 2003. A diciembre de 2018, tiene 165 205. 

## Uso deGoogle Translator Toolkit
La Wikipedia en hindi se lanzó el 11 de julio de 2003. En julio de 2010, Google anunció que había estado trabajando con wikipedistas hindi para traducir artículos en inglés al hindi y hasta el momento (desde 2008) había traducido 600.000 palabras en hindi usando una combinación de Google Translate y comprobación manual. Esta traducción coordinada ha sido responsable de una tasa de crecimiento y conteo del sitio del 20%.
A partir de 2013 (y teniendo en cuenta las estadísticas desde 2007), de enero a mayo de 2008 es el único período en el que la Wikipedia en hindi experimentó varios meses consecutivos con un crecimiento de dos cifras (en número de palabras), con un valor de 1.7 a 2.8 millones de palabras.

## Hitos
- 11 de julio de 2003 - Se crea Wikipedia en hindi.
- 25 de enero de 2005 - 1 000 artículos.
- 14 de marzo de 2007 - 10 000 artículos.
- 11 de julio de 2008 - Wikipedia en hindi cumple cinco años.
- 9 de mayo de 2009 - 30 000 artículos.
- 8 de septiembre de 2009 - Wikipedia en hindi se convierte en la mayor Wikipedia en lenguas indias.
- 14 de septiembre de 2009 - 50 000 artículos.
- 13 de febrero de 2010 - 25 000 usuarios.
- 20 de junio de 2010 - 30 000 usuarios.
- 29 de enero de 2011 - 40 000 usuarios.
- 14 de agosto de 2011 - 50 000 usuarios.
- 30 de agosto de 2011 - 100 000 artículos.
- 20 de octubre de 2021 - 150 000 artículos.